# نکست کامپیوتر
نکست کامپیوتر (به انگلیسی: NeXT Computer) یک ایستگاه کاری باکیفیت بود که توسط شرکت نکست توسعه یافت، تولید شد و به فروش رسید. این رایانه از سیستم‌عامل مبتنی بر یونیکسِ نکست‌استپ∗ بهره می‌بُرد و قیمتش ۶٬۵۰۰ دلار آمریکا بود.
این رایانه توسط تیم برنرز لی و رابرت کایو در سرن برای ساخت نخستین نرم‌افزار کارساز وب جهان یعنی سرن اچ‌تی‌تی‌پی‌دی∗ و همچنین نوشتن نخستین مرورگر وب جهان ورلدوایدوب∗ استفاده شد. این ایستگاه کاری به نخستین کارساز وب در اینترنت تبدیل شد.
نکست کامپیوتر موفقیت تجاری چندانی نداشت و پس از نکست کامپیوتر، نکست‌کیوب در سال ۱۹۹۰ میلادی به بازار آمد.